# 新町 (新潟県古志郡)
新町（あらまち）は、かつて新潟県古志郡にあった町。

## 沿革
- 1889年（明治22年）4月1日 - 町村制施行に伴い古志郡新町村、行保新田、城岡外新田、川久保外新田が合併し、新町が発足。
- 1901年（明治34年）11月1日 - 古志郡長岡町、長岡本町、千手町、草生津町、王内村と合併し、長岡町を新設して消滅。